# El Berrendo (Chihuahua)
El Berrendo es una localidad del estado mexicano de Chihuahua, localizada en el Municipio de Janos y en la Frontera entre Estados Unidos y México, de la cual es un punto fronterizo situada frente a Antelope Wells, Nuevo México, según el Censo de Población y Vivienda de 2010 realizado por el Instituto Nacional de Estadística y Geografía su población es de únicamente 1 habitante.
Geográficamente se encuentra en las coordenadas 31°19′54″N 108°31′55″O / 31.33167, -108.53194 y en pleno Desierto de Chihuahua, es el punto fronterizo más pequeño de toda la frontera de México y Estados Unidos, tiene garita de migración únicamente del lado estadounidense, que abre los siete días de la semana en un horario de 8 de la mañana a las 4 de la tarde para tráfico no comercial únicamente. Su nombre proviene del mamífero ungulado típico de la región, el berrendo, que es una especie de antílope, al igual que su población vecina, Antelope Wells.
La comunicación de El Berrendo es únicamente por medio de un camino que hasta 2017 eran brechas de terracería, pero que se pavimentó en su mayoría en ese año, que la comunica hacia la cabecera municipal Janos y la Carretera Federal 2, que circula a unos 12 kilómetros al sur, por el lado estadounidense se encuentra comunicado por la Carretera estatal 81 de Nuevo México, que comunica a Antelope Wells con la Autopista Interstate 10.